# Pieve del Grappa
Pieve del Grappa est une commune italienne située dans la province de Trévise en région Vénétie. Elle est créée le 30 janvier 2019 par la fusion de Crespano del Grappa et de Paderno del Grappa.

## Géographie
La commune s'étend sur 37,34 km2 à l'extrémité nord-ouest de la province de Trévise. Son territoire se divise entre la partie nord montagneuse autour du mont Grappa et le sud formé des contreforts où est établie la zone habitée.

## Démographie
La population s'élevait à 6 727 habitants au 31 mai 2019.

## Histoire
Le 17 décembre 2018, une consultation populaire est organisée dans les communes de Crespano del Grappa et de Paderno del Grappa, où le « oui » à la fusion l'emporte largement. La nouvelle commune est créée par la loi régionale no 2 du 24 janvier 2019 qui entre en vigueur le 30 janvier.

## Politique et administration
La commune est administrée par un conseil de quinze membres, élus pour cinq ans.
| Période     | Période  | Identité        | Étiquette     | Qualité |
| ----------- | -------- | --------------- | ------------- | ------- |
| 27 mai 2019 | en cours | Annalisa Rampin | Liste civique |         |